# Si-o-se Pol
Si-o-se Pol (Perzisch: سی و سه پل, "brug met 33 bogen"), ook bekend als de Allahverdi-Khanbrug, is een van de elf bruggen van Isfahan in Iran. De stenen boogbrug ligt over de Zayandeh en is een bekend voorbeeld van brugontwerpen van de dynastie der Safawieden.
De brug werd in de periode van 1599-1602 na een opdracht van Abbas I van Perzië aan zijn kanselier Allahverdi Khan gebouwd. De brug bestaat uit twee rijen van 33 bogen. Bij het begin van de brug heeft deze een bredere basis en ondersteunt een theehuis. De brug is zo'n 298 meter lang, bijna 14 meter breed en de langste overspanning is 5,6 meter.

## Foto's

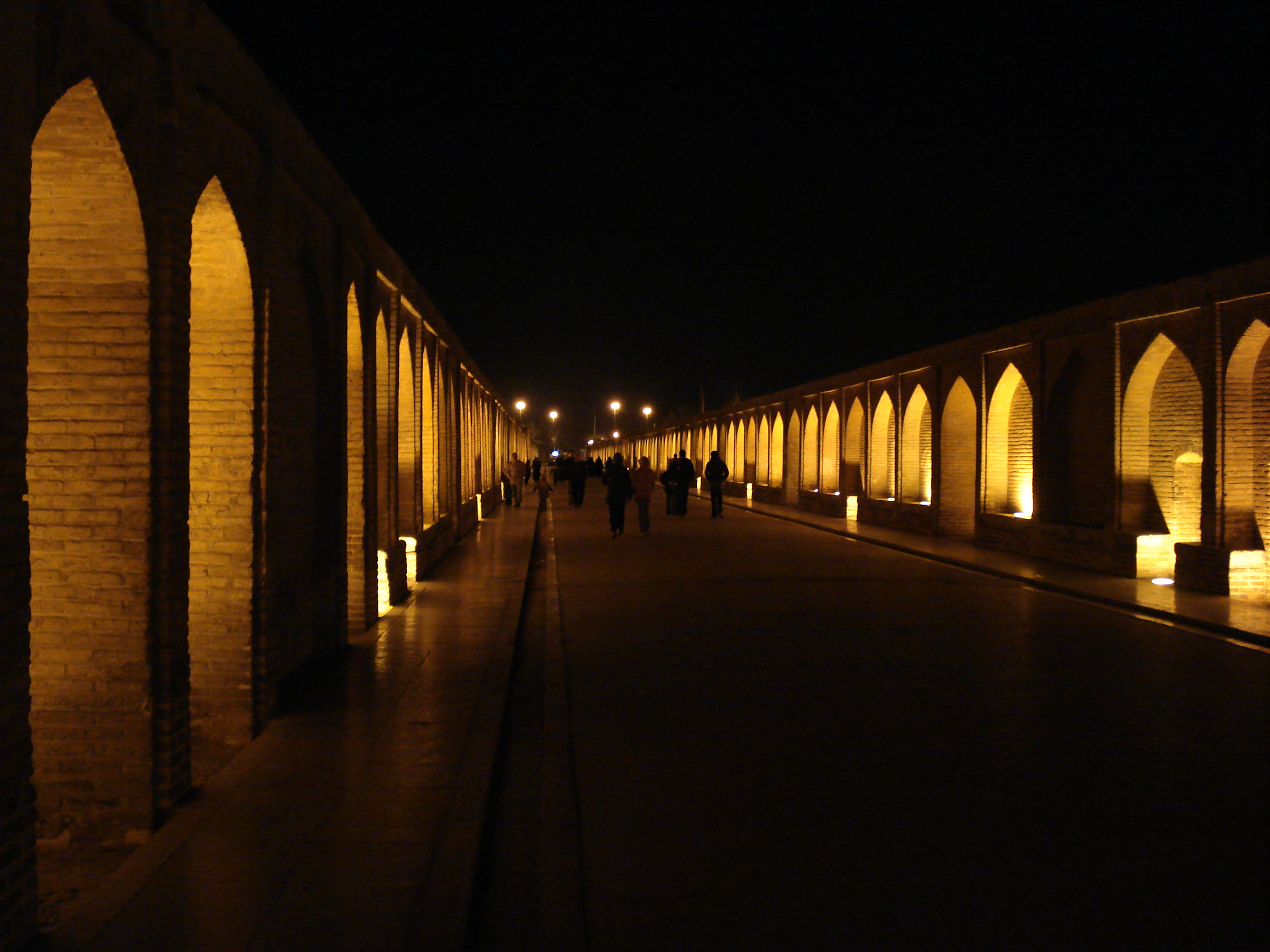
Binnenaanzicht 's nachts
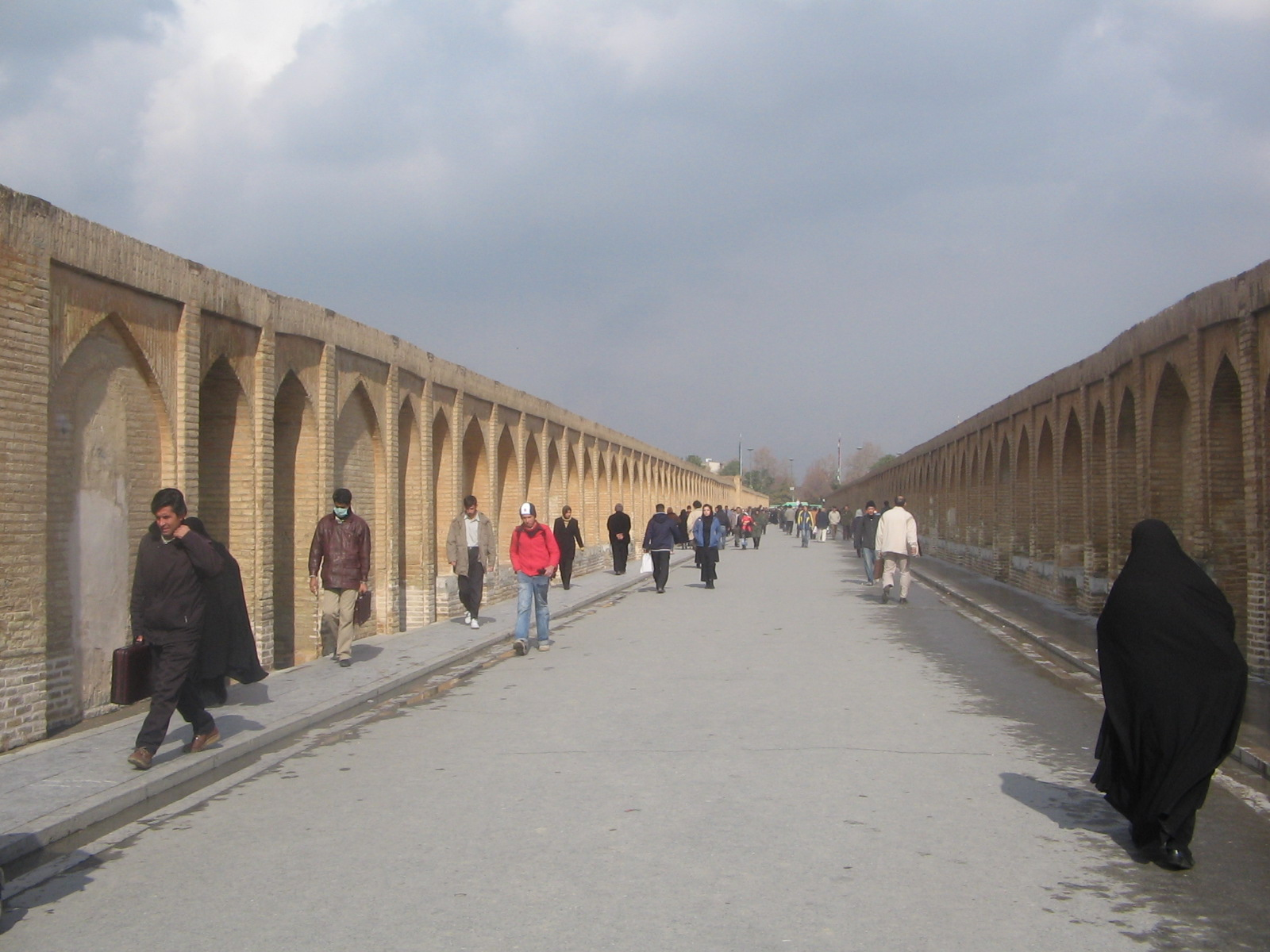
Binnenaanzicht overdag
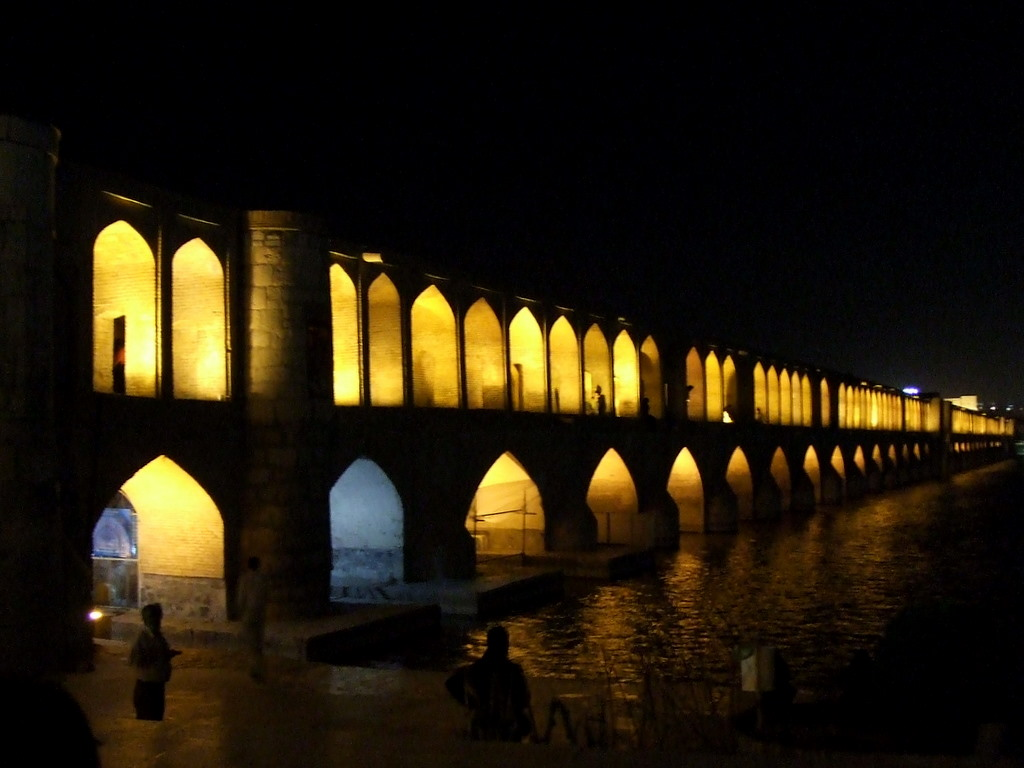
Zijgezicht 's nachts
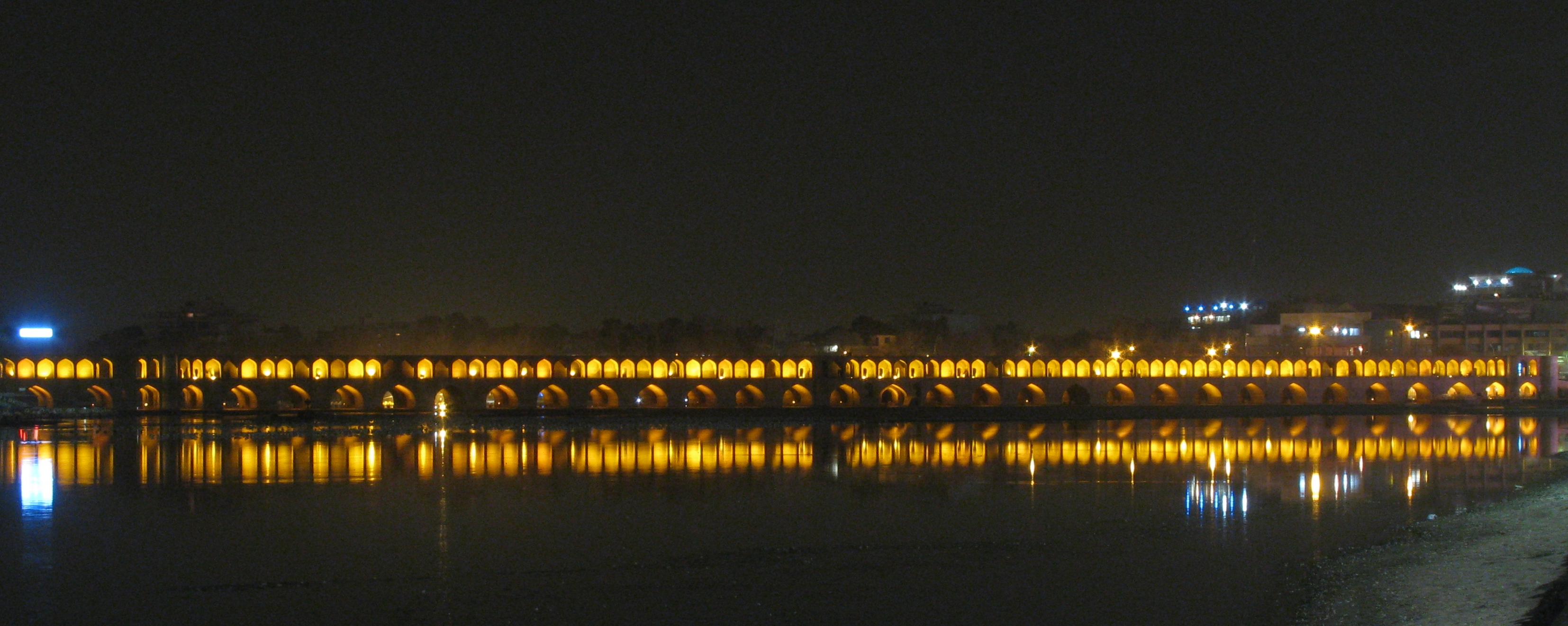
De hele brug in de nacht
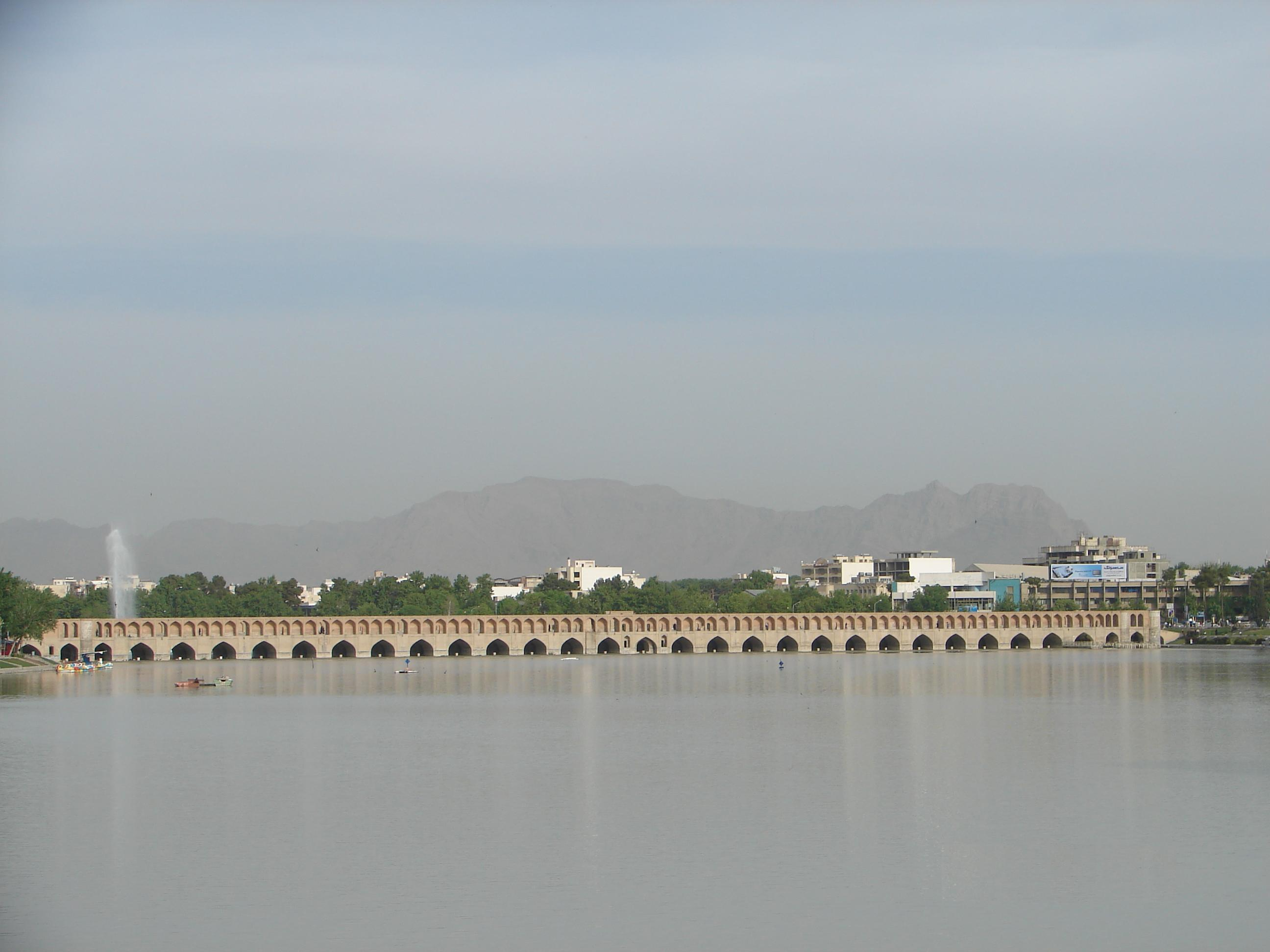
De hele brug overdag
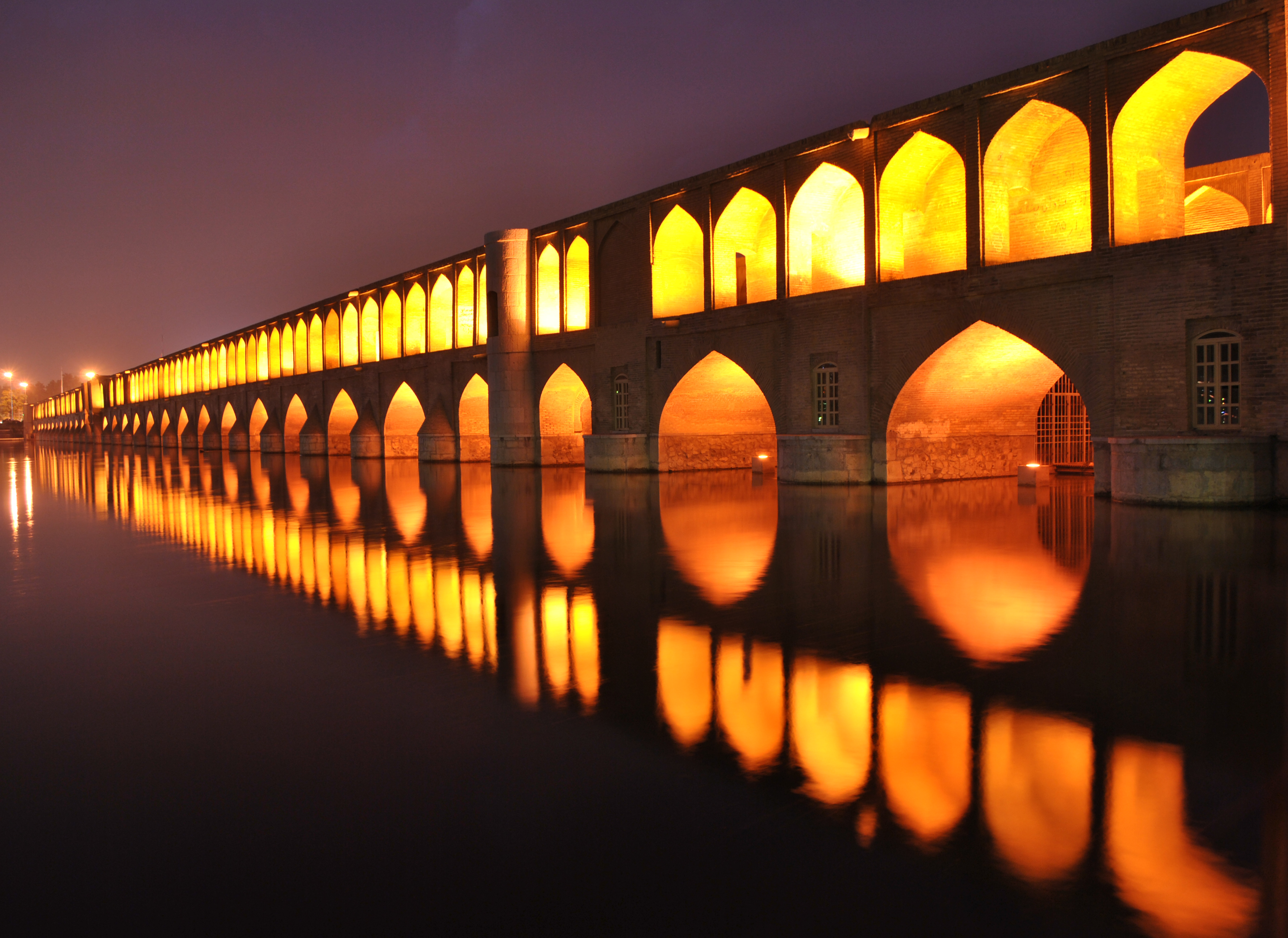